# Sparkasse Eichstätt
Die Sparkasse Eichstätt war eine öffentlich-rechtliche Sparkasse mit ihrem Hauptsitz in Eichstätt. Das Geschäftsgebiet der Sparkasse entsprach dem des Altkreises Eichstätt und der Stadt Eichstätt selbst. Zum 1. Januar 2017 fusionierte sie mit der Sparkasse Ingolstadt zur Sparkasse Ingolstadt Eichstätt.

## Organisationsstruktur
Die Sparkasse Eichstätt war eine Anstalt des öffentlichen Rechts. Rechtsgrundlagen waren das Sparkassengesetz, die bayerische Sparkassenordnung und die durch den Träger der Sparkasse erlassene Satzung. Organe der Sparkasse sind der Vorstand und der Verwaltungsrat.

## Geschichte der Sparkasse Eichstätt

### Die Anfangsjahre bis 1900
Mit königlicher Bewilligung und der Genehmigung der Stadt Eichstätt eröffnete am Montag, 24. November 1823 der Leihhausbesitzer Euchar Adam die ersten Schalter der „Sparkassa“ in der Region. Bekanntgegeben wurde dies im „Eichstätter Intelligenzblatt“ Nr. 47 vom 19. November 1823 und kündigte den Zweck der Gründung und das Reglement an.
Bereits zum 30. Juni 1824 wurde vom Magistrat eine Bilanz mit einem Einlagenbestand veröffentlicht, die für die Steigerung der Spareinlagen warb und erfolgreich von den Bürgern umgesetzt wurde.
Am 23. Mai 1834 trat Euchar Adam auf eigenen Wunsch von den Geschäften zurück, sodass die Verwaltung der Sparkasse ab diesem Zeitpunkt das Fürstentum Eichstätt übernahm. Auch weniger betuchte Personen jeglichen Standes waren von der Bildung von Spareinlagen nicht ausgeschlossen. Ab dem 1. Januar 1876 galt die Reichswährung Mark.

### Weiterentwicklung der Sparkasse Eichstätt
Nach der Jahrhundertwende, die im Bezirk Eichstätt die ersten Gründungen von Spar- und Darlehenskassenvereinen brachte, begann die Sparkasse mit dem Aufbau ihres Zweigstellennetzes. Es wurden neue Sparkassen rund um die Region gegründet und der Einlagenbestand erreichte im Juli 1903 die 2-Millionen-Grenze mit stetig steigenden Einlagen.
Am 22. Oktober 1910 trat die Sparkasse Eichstätt nach einem Beschluss des Magistratsrates der Anstalt des Mittelfränkischen Sparkassenverbandes bei.
Trotz des Ausbruchs des Ersten Weltkrieges entwickelte sich 1913 das Vermögen und die Einlagen der Sparkasse Eichstätt weitgehend positiv mit einem Wert von über 3 Mio. Reichsmark. Durch das Attentat von Sarajevo am 28. Juni 1914 wurde der Einlagenrückgang jedoch bemerkbar, denn es folgte eine Welle von Geldentnahmen.
In den weiteren Jahren ab 1917 wurde der bargeldlose Überweisungsverkehr eingeführt, dieser musste in der Folgezeit jedoch den Betrag von 1000 Mark übersteigen – die nahe liegende Inflation machte sich bemerkbar.
Eine neue Epoche für die Sparkasse Eichstätt begann am 1. April 1926, als der Umzug in ein neues und größeres Gebäude abgeschlossen war. Die Anzahl der laufenden Konten, der Umsatz und das Vorhandensein von Sparbüchern in der Bevölkerung stieg in den laufenden Jahren immer mehr an.
Erst der Zweite Weltkrieg brachte einschneidende Änderungen durch die Einberufung des männlichen Personals für den Krieg, deshalb waren Aushilfskräfte zur Bewältigung des Geschäftsverkehrs erforderlich.
Durch die Währungsreform im Jahre 1948 trat die Deutsche Mark in Kraft und die Umwandlung des Guthabens auf den Konten ließ die Bewohner rund um Eichstätt vor den Banken Schlange stehen.
Die Förderung des Schulsparens gewann ab 1950 immer mehr an Bedeutung.
Seit dieser Zeit ist die Sparkasse Eichstätt am Schulsparen aktiv beteiligt und fördert dies mit einer Weltsparwoche rund um den Weltspartag am 31. Oktober. Ziel ist und war die Förderung des Spargedankens.
Dieser Gedanke hatte auch in den kommenden Jahren weiterhin eine wichtige Bedeutung, denn der Sparkassenbrief wurde 1967 erstmals in der Sparkasse Eichstätt angeboten.
Durch die Gebietsreform vom 1. September 1973 wurden größere Verwaltungseinheiten geschaffen. Es folgte der Zusammenschluss, der Kreis- und Stadtsparkasse Eichstätt und der Sparkasse Beilngries.
Am 1. Januar 2017 erfolgte nach erfolgreichen Verhandlungen der Zusammenschluss der Sparkasse Eichstätt mit der Sparkasse Ingolstadt durch die juristische Fusion. Dadurch entstand die neue Sparkasse Ingolstadt Eichstätt. Am 18. und 19. März 2017 wurden bei der sog. technischen Fusion endgültig die Datenbestände und Kundenkonten beider Häuser zusammengeführt.

## Sparkassenstiftung und Sparkassenideenwerkstatt
Die Sparkasse Eichstätt verfügte über eine Sparkassenstiftung, die den Landkreis Eichstätt und seine Vereine und Schulen mit Spenden unterstützte. Außerdem finanzierte sie größere Projekte, die den Gemeinden rund um den Landkreis Eichstätt zugutekommen können, durch die Sparkassenideenwerkstatt. Mit dem SchulService unterstützte die Sparkasse die Schulen im Geschäftsgebiet.